# 深沢さやか
深沢 さやか（ふかさわ さやか、1976年9月3日 - ）は、森の劇場主宰（特定非営利活動法人森の劇場代表理事）日本の俳優。山梨県南アルプス市出身。作・演出。

## 学歴・他
- 山梨学院大学付属高等学校英語科
- 早稲田大学教育学部国語国文科
- 文学座演劇研究所39期
- 2012年、地元南アルプス市にて、森の劇場を旗揚げ。以降、森の劇場の企画製作及び上演作品の作・演出を手掛ける。

## 出演作品

### テレビドラマ
- タイムスクープハンター2ndシーズン第5話：お梅役(NHK)